# Comuna Olenivka, Ciornomorske
Olenivka (în ucraineană Оленівка) este o comună în raionul Ciornomorske, Republica Autonomă Crimeea, Ucraina, formată din satele Kalînivka, Maiak și Olenivka (reședința).

## Demografie
Componența lingvistică a comunei Olenivka
     Rusă (77,77%)
     Ucraineană (18,57%)
     Tătară crimeeană (2,68%)
     Alte limbi (0,25%)
Conform recensământului din 2001, majoritatea populației comunei Olenivka era vorbitoare de rusă (77,77%), existând în minoritate și vorbitori de ucraineană (18,57%) și tătară crimeeană (2,68%).